# Osmocneme bracata
Osmocneme bracata är en fjärilsart som beskrevs av Max Wilhelm Karl Draudt 1917. Osmocneme bracata ingår i släktet Osmocneme och familjen björnspinnare. Inga underarter finns listade i Catalogue of Life.